# نیوبیگین آن لون
نیوبیگین آن لون (به انگلیسی: Newbiggin-on-Lune) یک روستا در بریتانیا است که در رونزتوندیل واقع شده‌است.